# Grégoire Pierre Melki
Grégoire Pierre Melki (ur. 12 grudnia 1939 w Al-Hasace) – duchowny Kościoła katolickiego obrządku syryjskiego, w latach 2002–2019 egzarcha patriarszy Jerozolimy.

## Życiorys
Święcenia kapłańskie przyjął 8 sierpnia 1965. Przez kilka lat był nauczycielem języka arabskiego i liturgiki, następnie został studentem Papieskiego Instytutu Wschodniego w Rzymie, gdzie w 1973 zdobył tytuł licencjata z fakultetu Wschodnich Studiów Kościelnych. W latach 1975–2002 pracował wśród wiernych obrządku syryjskiego w Montrealu.
We wrześniu 2001 Synod Kościoła syryjskokatolickiego wybrał go na egzarchę patriarszego Jerozolimy. 25 lutego 2002 papież Jan Paweł II zatwierdził ten wybór i przydzielił mu biskupstwo tytularne Batnae dei Siri. Sakry udzielił mu Ignacy Piotr VIII Abdel-Ahad. 20 listopada 2019 przeszedł na emeryturę.